# Moviment Democràtic pel Canvi
El Moviment Democràtic pel Canvi (hebreu: תְּנוּעָה דֶּמוֹקְרָטִית לְשִׁינּוּי‎, Tnu'a Demokratit LeShinui), conegut pel seu acrònim hebreu Daix (hebreu: ד״ש‎) fou un partit polític centrista d'Israel que tingué una vida curta tot i el seu succés inicial. Fou creat el 1976 per conegudes persones de fora de l'àmbit polític i tingué un inici espectacular però deixà d'existir en menys de dos anys.

## Història
Daix es va formar el 2 de novembre de 1976 per la fusió de diversos moviments liberals (inclòs Xinnuy), juntament amb nombroses figures públiques, entre elles Yigael Yadin, Amnon Rubinstein, Shmuel Tamir, Meir Amit, Meir Zorea i diversos altres líders empresarials i acadèmics així com alguns àrabs israelians.
La formació del partit va ser el resultat d'un descontentament creixent amb els partits principals, en particular L'Alineació governant, que amb els seus predecessors, havia governat Israel d'ençà de la independència el 1948. A partir de la guerra de Yom Kippur, l'Alineació havia estat afectada per nombrosos escàndols durant mitjan anys 70, incloent:
- El suïcidi del ministre d'Habitatge, Avraham Ofer, després que s'iniciés una investigació policial per les denúncies que va utilitzar il·legalment fons del partit.
- Asher Yadlin, el governador del Banc d'Israel va ser declarat culpable d'acceptar suborns i condemnat a cinc anys de presó (l'afer Yadlin).
- Leah Rabín, esposa del primer ministre Yitshaq Rabín, es va descobrir que tenia un compte bancari a l'estranger, il·legal a Israel en aquell moment (l'afer del compte en dòlars).

Inicialment el partit es va anomenar Demòcrates-Shinui (דֵּמוֹקְרָטִים־שִׁינּוּי, Democratim-Xinnuy), però aviat es va canviar a Moviment Democràtic pel Canvi i, com passa amb molts partits a Israel, es va fer conegut popularment pel seu acrònim, Daix. El nou partit va copsar l'atenció del públic, amb més de 37.000 persones que es van inscriure com a membres a les poques setmanes de la seva fundació. També va ser pioner en l'ús de les primàries per a escollir la seva llista electoral, cosa que volia mostrar les seves credencials democràtiques i prevenir el cronisme. Anteriorment a Israel, les llistes de partits havien estat decidides pels comitès dels partits, però d'ençà de finals dels anys 70, gairebé tots els partits d'Israel (a excepció dels Haredi, Xas i Judaisme Unit de la Torà) han seguit el lideratge de Daix i han adoptat el sistema de primàries.
Daix un resultat sorprenentment bo en la seva primera prova electoral el 1977, aconseguint 15 dels 120 escons a la Kenésset, el millor resultat d'un tercer partit d'ençà de les eleccions de 1961. Això el va convertir en el tercer partit més gran després de Likkud de Menachem Begin i l'Alineació, que havia baixat de 51 a 32 escons. Tanmateix, Begin va poder formar encara una estreta coalició de dretes de 61 seients amb Shlomtzion (partit d'Ariel Xaron), el Partit Nacional Religiós i Agudat Israel.
Gran part de l'èxit de Daix va arribar a costa del Partit Laborista, amb el qual va competir pels vots de ciutadans asquenazites, amb ingressos superiors i amb una educació millor.
El partit va ser convidat a entrar a la coalició de govern el novembre de 1977, cinc mesos després que hagués començat la legislatura a la Kenésset. El partit va ocupar diverses carteres ministerials: Meir Amit va ser ministre de transports i ministre de comunicacions, Shmuel Tamir es va convertir en ministre de justícia i Yadin va ser nomenat vice-primer ministre.
Tanmateix, el fet que el partit no controlés la balança de poder va provocar desavinences internes sobre el seu paper. El partit va començar a desintegrar-se, finalment es va dividir en tres el 14 de setembre de 1978, amb set parlamentaris que es van separar per reformar Xinnuy, set altres fundant el Moviment Democràtic i Assaf Yaguri creant Ya'ad. Xinnuy (inclòs Amit) i Ya'ad van abandonar la coalició, mentre que el Moviment Democràtic, que incloïa Tamir i Yadin, va romandre al govern.
No obstant això, fins i tot els nous partits no van ser estables i el Moviment Democràtic també es va esfondrar. El 1980, tres dels seus set membres se'n van anar per a fundar Ahva i Mordechai Elgrably van deixar el partit per a ser un parlamentari independent (després es va incorporar a Igualtat a Israel - Panteres per a crear el Partit de la Unitat). Quatre mesos abans de les eleccions de 1981, el partit es va plegar, amb Tamir, Yadin i Binyamin Halevi asseguts com a independents per a la resta del mandat de la Kenésset. Tamir va perdre la seva posició ministerial el 1980, tot i que Yadin va seguir sent vice-primer ministre. Ahva també va seguir el patró de ruptura, perdent dos dels seus tres parlamentaris abans que acabés la legislatura de la Kenésset.
Es van produir més canvis quan dos parlamentaris de Xinnuy van unir-se a l'Alineació i dos dels tres parlamentaris d'Ahva van deixar el partit.
L'única facció de llarga durada del col·lapse va ser Xinnuy, que va reaparèixer a la següent Kenésset, l'únic partit sorgit de Daix a fer-ho. Finalment es va fusionar amb Mapam i Ratz per formar Mérets el 1992, abans de separar-se de nou amb Avraham Poraz a mitjans dels anys 90 durant la 14a Kenésset, així que el Xinnuy tornà a reaparèixer com a partit independent.
El mateix Xinnuy va trobar un destí gairebé idèntic al seu avantpassat. A les eleccions de 2003 va aconseguir 15 escons (un salt de sis a les eleccions anteriors), convertint-lo en el tercer partit més gran després del Likkud i el Partit Laborista. El partit es va unir a la coalició d'Ariel Xaron, però l'abandonà a finals del 2005 després de desavinences sobre el pressupost. Abans de les eleccions de 2006, es va dividir en tres després que la majoria dels seus parlamentaris fossin derrotats a les eleccions internes del partit i cap dels nous partits va guanyar cap escó a les eleccions.

## Resultats electorals
| Any  | Líder        | Vots         | %    | Escons   | +/– | Govern   |
| ---- | ------------ | ------------ | ---- | -------- | --- | -------- |
| 1977 | Yigael Yadin | 202,265 (#3) | 11.6 | 15 / 120 | Nou | Coalició |

## Líders
| Líder | Líder | Líder        | Inici | Final |
| ----- | ----- | ------------ | ----- | ----- |
|       |       | Yigael Yadin | 1976  | 1978  |